# Kristinehamns Mekaniska Verkstad

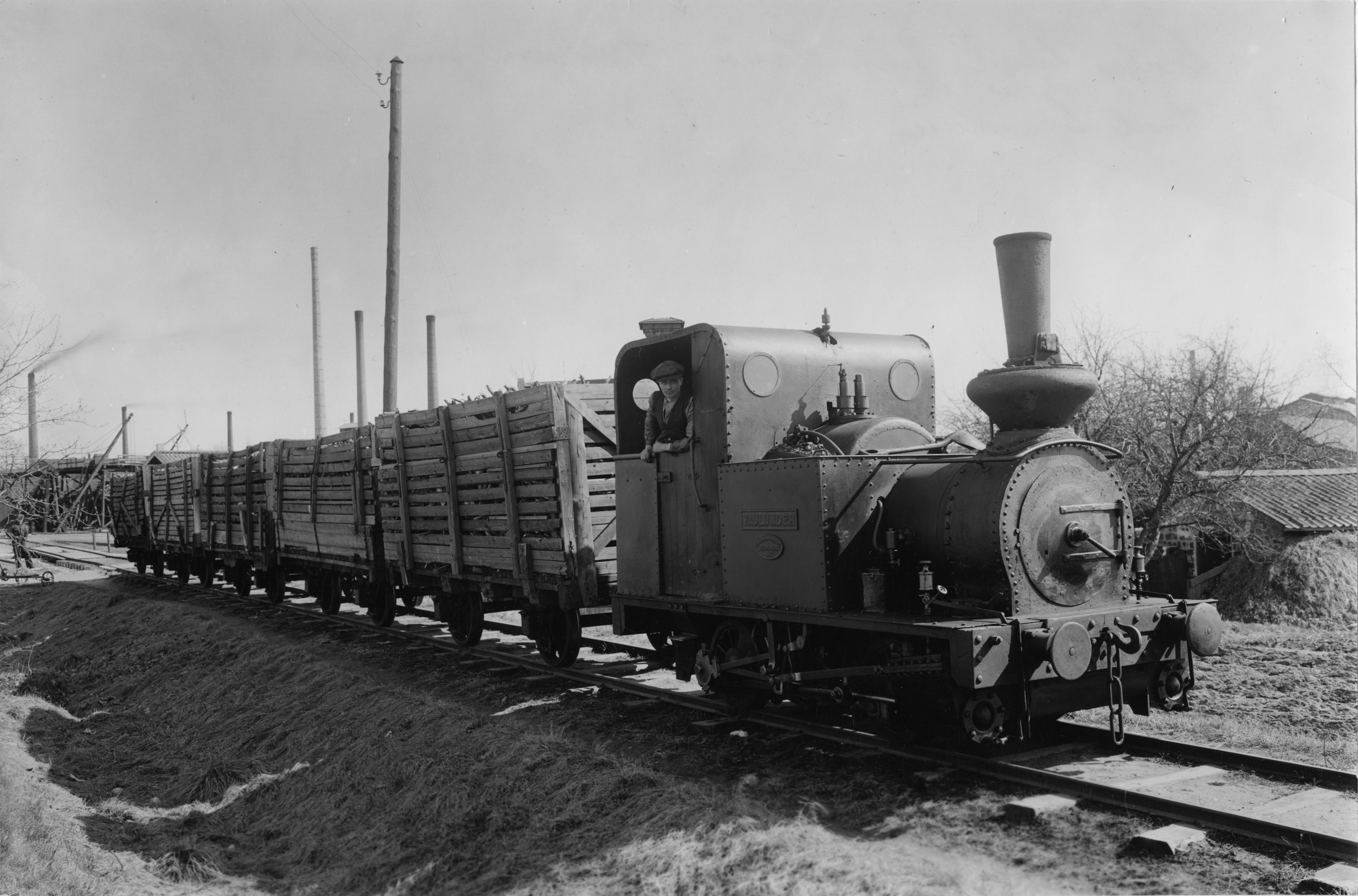
Lokomotive VAULUNDER, Baunummer 17/1876 mit dem letzten Zug der Lisjöbana (1926)

Kristinehamns Mekaniska Verkstad war eine Lokomotivfabrik in der schwedischen Stadt Kristinehamn.

## Geschichte
Die Werkstatt wurde als Christinehamns Jernvägs Mekaniska Werkstad gegründet. Sie gehörte zur 1850 als Christinehamns–Sjöändans Järnväg (CJ) gebauten Pferdebahn und baute 1867 ihre erste Dampflokomotive für die Gesellschaft. Die Maschinen standen in einer Holzhalle, das Holz dafür stammte von der abgerissenen alten Kirche in Kristinehamn. Die Lok entstand nach einer Zeichnung von Munktells Mekaniska Verkstad in Eskilstuna. Es folgten eine Reihe von Lokomotiven mit dem von Harald Asplund patentierten Drehgestell sowie der ebenfalls von ihm konstruierten Radialachse.
Nach der Übernahme der CJ durch die Östra Värmlands Järnväg (ÖWJ) im Jahre 1873 trennte man die Werkstatt als eigenständiges Unternehmen ab und nannte diese Kristinehamns Mekaniska Verkstad. 1893 wurde sie von Karlstads Mekaniska Werkstad gepachtet und 1897 als Filiale übernommen. Zu diesem Zeitpunkt wurde die Lokomotive Nr. 57 gebaut.
Als letzte Lok der Werkstatt entstand 1902 die Baunummer 78, die an Brattfors Aktiebolag für den Betrieb der Strecke Brattfors–Gejierstal geliefert wurde.
Karlstads Mekaniska Verkstad verlegte 1902 seine Produktion von Wasserturbinen nach Kristinehamn und baute später auch noch Schiffsschrauben.
Von 1860 bis 1882 war Harald Asplund Geschäftsführer. Er hatte zuvor für Munktells Mekaniska Verkstad gearbeitet. Von 1882 bis 1893 leitete Emil Kjellberg die Firma.